# Достославнейшее видение
«Достосла́внейшее виде́ние» (лат. Nobilissima Visione < лат. visio; англ. The Noblest Vision) — одноактный балет (хореографическая легенда) о жизни Франциска Ассизского в 6 картинах (11 номеров) в постановке Л. Ф. Мясина на музыку П. Хиндемита. Либретто композитора и балетмейстера, сценография П. Ф. Челищева. Впервые представлен труппой Русский балет Монте-Карло 21 июля 1938 года в театре Друри-Лейн, Лондон.

## История создания

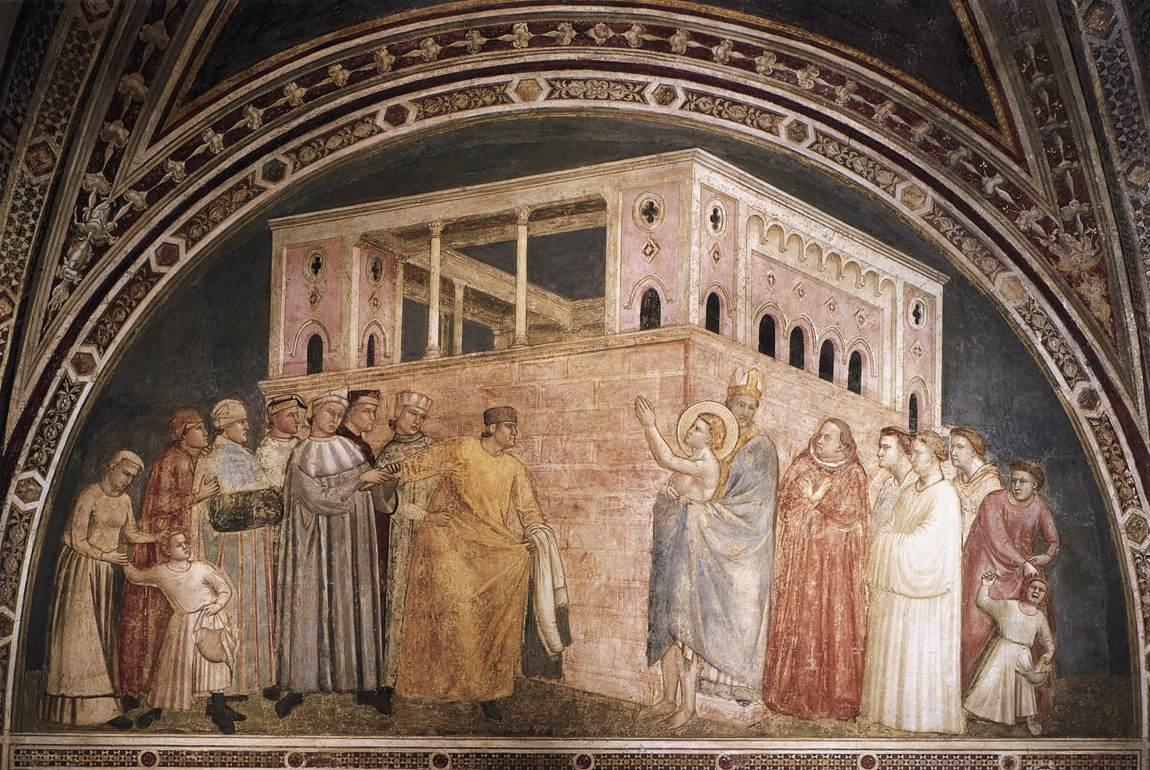
Джотто. Фреска из жития св. Франциска Ассизского в церкви Санта Кроче, 1325 год

В начале 1937 года в США Мясин согласился стать балетмейстером вновь созданной труппы Русский балет Монте-Карло под руководством Сержа Дэнема (Сергея Ивановича Докучаева). 
Идею нового балета Мясину предложил Хиндемит, когда балетмейстер и композитор случайно встретились во Флоренции. Хиндемит был глубоко впечатлён фресками Джотто в церкви Санта Кроче, описывающими житие святого Франциска Ассизского. Хиндемит отвёл Мясина в церковь, и балетмейстер также был ошеломлён их духовной красотой. Хиндемит предложил совместно создать балет о жизни святого. Мясин не был готов ответить согласием, так как хотел детально изучить материалы по теме, чем занимался следующие несколько месяцев, вдохновился идеей, всё более разжигавшей его воображение. Совместная работа началась летом 1938 года, когда Хиндемит провёл с Мясиным несколько недель на острове Галлов. Композитор строил партитуру на старинной французской духовной музыке, в частности на произведениях Гильома де Машо. 
Репетиции балета проходили в Монте-Карло в тесном сотрудничестве композитора, балетмейстера и художника. Оформителем выступил художник Челищев, с которым балетмейстер был уже знаком по совместной постановке балета «Ода». В мемуарах Мясин отозвался о работе Челищева, как об одном из его лучших сценических решений, «костюмы были выполнены в чистейшем средневековом итальянском стиле». Концепцию совместного произведения Мясин описал следующими словами: «Nobilissima visione в действительности не был балетом как таковым. Это была драматическая и хореографическая интерпретация жизни святого Франциска, в которой Хиндемит, Челищев и я постарались создать и выдержать в полной мере настроение мистической экзальтации». 
«Достославнейшее видение» стало вторым после «Литургии» балетом Мясина на религиозную тематику.

## Сюжет
Краткое содержание балета изложил Мясин: «Танцуя партию святого Франциска, я старался показать все этапы его обретения духовности. Это было и желание молодого человека вкусить военную жизнь, позже — разочарование при виде солдатской жестокости и конфликт с отцом. Решающий момент его превращения наступает тогда, когда он встречает Бедность и узнаёт в ней свою судьбу. Он оставляет дом отца и уходит в горы, чтобы молиться, спать на голой земле, а на следующий день в присутствии трёх преданных друзей берёт бедность в жёны. Обмен кольцами символизирует и мистический брак, и основание францисканского ордена».

## Музыка балета

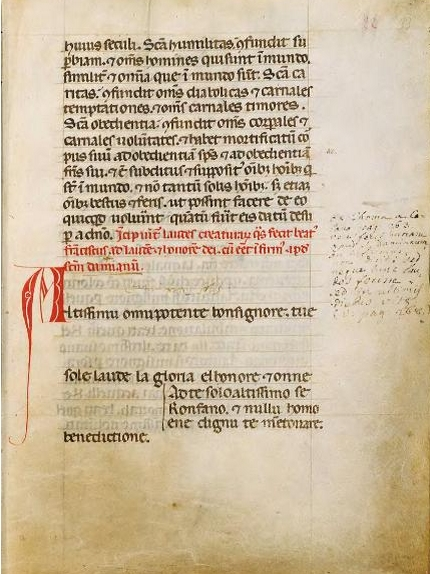
Франциск Ассизский. «Хвала созданиям» из манускрипта XIII века

Музыка балета состоит из 6 картин, включающих 11 номеров общей длительностью около 50 минут
Части
1. Вступление и Песня трубадура (Einleitung und Lied des Troubadours; «Это случилось в мае[англ.]»)
2. Покупатель тканей и Нищий (Tuchkäufer und Bettler)
3. Рыцарь (Der Ritter)
4. Марш (Marsch)
5. Появление трёх Дам (Erscheinung der drei Frauen)
6. Праздничная музыка (Festmusik)
7. Конец праздника (Schluss des Festes)
8. Медитация (Meditation)
9. Скрипичная музыка. Волк (Geigenspiel. Der Wolf)
10. Убогая Бедность (Kärgliche Hochzeit, по сюжету — обручение с Бедностью)
11. Начинают хвалить создания (лат. Incipiunt laudes creaturarum)

Последний номер посвящён сочинённой св. Франциском в жанре лауды песне «Хвала созданиям», или так называемой «Песне о солнце». После премьеры балета Хиндемит создал одноимённую трёхчастную оркестровую сюиту общей длительностью около 25 минут 
- Вступление и Рондо
- Марш и Пастораль
- Пассакалия

## Премьера
- 1938, 21 июля — «Достославнейшее видение» (Nobilissima Visione), балет Л. Ф. Мясина на музыку П. Хиндемита, сценарий балетмейстера и композитора, оформление П. Ф. Челищева. Русский балет Монте-Карло, театр Дрюри-Лейн, Лондон[3].

Действующие лица и исполнители
- Св. Франциск — Леонид Мясин
- Бедность — Нини Тейладе

14 октября 1938 года балет был представлен под изменённым названием «Святой Франциск» в Метрополитен Опера, Нью-Йорк.
В 1946 году Татьяна Гзовская осуществила постановку в Немецкой опере (Восточный Берлин).